# Magnus von Celse
Magnus von Celse, född 6 januari 1709 i Uppsala, död där 1784, var en svensk historiker och bibliotekarie, son till Olof Celsius den äldre.

## Biografi
Magnus Celsius blev amanuens vid Kungliga biblioteket 1740, kunglig bibliotekarie 1750, rikshistoriograf 1760 och kansliråd 1762. Han adlades 1756 med namnet von Celse. von Celse har förvärvat sig ett namn i främsta rummet som samlare och utgivare av litterära historiska källor. Främst kan nämnas Bibliothecæ regiæ stockholmsensis historia (1751). Sin verksamhet som källutgivare inledde han 1732 med en upplaga av Smålandslagens kristnabalk. Som rikshistoriograf ägnade han sig främst åt arbete med ett källhistoriskt samlingsverk, Apparatus ad historiam suio-gothicam, av vilket ett band utkom 1782, Bullarii romano-suio-gothici recensionem sistens.
Efter von Celses död fortsattes arbete av andra, och del 2 utgavs 1842 av Henrik Reuterdahl. Von Celses betydande manuskriptsamlingar förvaras huvudsakligen i Kungliga biblioteket.